# Juan Luria
Juan Lurie, de nom real Johannes Lorié (Varsòvia, 20 de desembre, 1862 - Camp d'extermini de Sobibór, 21 de maig, 1943), va ser un baríton polonès d'origen jueu.

## Biografia
Va estudiar a la Universitat de Música i Art Dramàtic de Viena juntament amb Josef Gänsbacher, i va continuar els seus estudis a la universitat de Berlín. El debut de Juan Lurie va tenir lloc al "Staatstheater" de Stuttgart el 1885, el 1890 va anar a Nova York. Va cantar al Metropolitan Opera durant la temporada 1890/91 i després va anar a Itàlia, on va actuar a La Scala com a Giovanni Luria. Va crear, entre d'altres: el personatge de Voltan a Die Walküre, cantant la seva part en italià el 1893. D'Itàlia es va traslladar a Berlín, on cantava sovint a les sinagogues locals. A partir de 1908 va ensenyar cant entre els seus alumnes; Gotthelf Pistor, Käthe Heidersbach, Elfriede Marherr i Michael Bohnen. Va fer concerts a Berlín, Brussel·les i Viena, i després de jubilar-se es va dedicar a la docència. L'any 1937, la persecució de la població jueva va començar a amenaçar la seva seguretat com a artista, així que va decidir traslladar-se als Països Baixos, ensenyant a Amsterdam i La Haia. Va ser detingut per la Gestapo a finals de 1942 o principis de 1943 i enviat a un camp de trànsit i després transportat al camp d'extermini de Sobibór, on va morir en una cambra de gas el mateix dia de l'arribada.